# درفش شهباز

یک بازسازی تصویری از درفش شهباز. طرح این بازسازی بر پایه کاشی یافت‌شده در تخت جمشید و رنگ آن برپایه موزاییک نبرد ایسوس است.

بازسازی دیگری برپایه رنگ‌بندی کاشی یافت‌شده در تخت جمشید

دِرَفشِ شَهباز یا درفش شهباز طلایی، که به درفش کوروش بزرگ نیز شناخته می‌شود، درفش اصلی شاهنشاهی هخامنشی بود.
برپایه منابع، درفش اصلی هخامنشیان مزین به پرنده‌ای زرین به نام شهباز بوده است. ریچارد فرانسیس برتون، خاورشناس اهل بریتانیا، منبع الهام شهباز را گونه‌ای پرنده شکاری نامور به طرلان می‌دانست. برخی اما یک پرنده دیگر با نام عقاب شاهی را الگوی ساخت شهباز دانسته‌اند.

### کاشی یافت‌شده در تخت جمشید

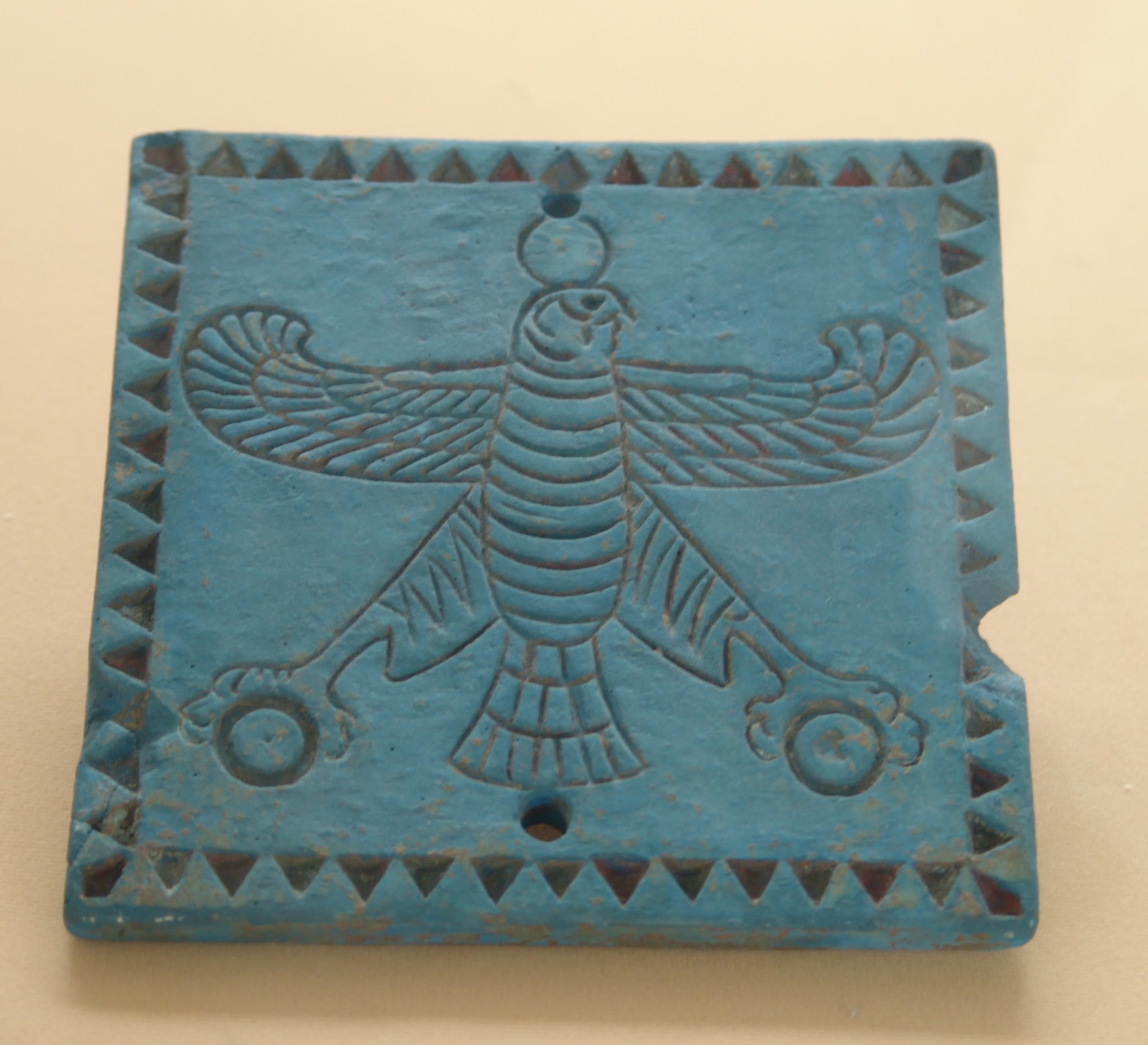
کاشی هخامنشی یافت‌شده در تخت جمشید با نقش شهباز

## توصیف